# Casamance (fiume)
Il Casamance è un fiume dell'Africa occidentale, tributario dell'oceano Atlantico.
Il fiume nasce nella parte meridionale del Senegal, scorrendo su tutto il corso con direzione est-ovest attraversando la regione del Senegal compresa fra il Gambia e la Guinea-Bissau che prende, dal fiume, il nome di Casamance; il paesaggio è piatto, spesso paludoso, dal clima tropicale con piogge abbondanti che permettono lo sviluppo di una vegetazione rigogliosa. Il suo maggiore affluente è il fiume Soungrougrou.
A circa 120 km dalla foce comincia la zona di estuario (chiamato bolong in Senegal), nella quale (a causa delle debolissime pendenze) è molto sensibile l'influenza dell'oceano Atlantico sotto forma di elevata salinità delle acque (che portano anche ad ampie estensioni di mangrovie) e di oscillazioni di marea. L'estuario del Casamance, con le sue mangrovie, ripara un ecosistema molto raro, in cui si mescolano piante e animali tipici dell'oceano con altre specie di acqua dolce.
Il regime del fiume segue l'andamento delle piogge, secondo le caratteristiche del clima tropicale della zona; durante e subito dopo la stagione umida (giugno-ottobre) si hanno i periodi di massima portata, mentre verso la fine del periodo secco (aprile) si raggiungono i valori minimi annui di portata d'acqua.
Il maggiore porto fluviale è Ziguinchor; il fiume è navigabile da natanti di ridotte dimensioni fino alla città di Sédhiou, a circa 130 chilometri dalla foce.